# مدرسة الخرطوم الأمريكية
مدرسة الخرطوم الأمريكية، التي تأسست عام 1957، هي مدرسة دولية في الخرطوم، السودان تقوم بتدريس منهج أمريكي / دولي. المدرسة عضو كامل في مجلس المدارس الدولية وهي معتمدة بشكل مشترك فيها ورابطة الولايات الوسطى للمدارس والكليات.
بينما تأسست لتقديم التعليم لأبناء الدبلوماسيين الأمريكيين في الخرطوم، استقبلت جامعة الخرطوم في وقت لاحق طلابًا من المجتمع الدولي في الخرطوم. اعتبارًا من 2016 تم تسجيل 253 طالبًا من 44 دولة. يقدم مركز الطفولة المبكرة التعليم للأطفال من 3 سنوات إلى 4 سنوات من العمر (في بداية العام الدراسي) في مرحلة ما قبل المدرسة ورياض الأطفال. تضم المدرسة الابتدائية روضة أطفال حتى الصف 5. تخدم المدرسة الإعدادية (الصفوف 6-8) المراهقين الصغار ويقدم قسم المدرسة الثانوية التعليم التحضيري للكلية للطلاب في الصفوف 9-12.
يتراوح حجم الفصل من 3 إلى 23 طالبًا، مع تجاوز عدد من الفصول مؤقتًا (2016) الحد الأقصى البالغ 23 طالبًا.

## التاريخ والموقع
تأسست مدرسة الخرطوم الأمريكية عام 1957 بهدف تعليم أبناء الدبلوماسيين الأمريكيين والأجانب المقيمين في الخرطوم.
مدرسة الخرطوم الأمريكية لها تاريخ من النمو والتغيير. بدأ الأمر بعدد طلاب من 11 طفلاً تلقوا تعليمات حول الشرفة الأرضية لمنزل خاص. في غضون وقت قصير، استأجرت المدرسة الأمريكية السودانية أرباعها الخاصة، وفي عام 1966، عندما زاد التسجيل إلى 77 تلميذا، انتقلت المدرسة إلى موقع جديد في شارع رقم 29 في منطقة الامتداد الجديد بالخرطوم. خلال تلك السنة، استقبلت المدرسة 96 طالبا من 21 جنسية مختلفة. استمرت المدرسة في شارع رقم 29 لمدة 18 سنة.
ثم كانت هناك حاجة إلى مدرسة أكبر وقدمت شركة شيفرون للنفط منحة سخية للمساعدة في بناء المدرسة الجديدة، التي تم بناؤها وفقًا للمعايير الأمريكية. تم التعاقد مع مهندس دانماركي لتصميم والإشراف على بناء المرفق الجديد، الذي بدأ في عام 1982 واكتمل في عام 1984. ومنذ ذلك الحين، واصلت المدرسة في حرمها الحالي دون انقطاع، باستثناء تعليق مؤقت في عام 1991 أثناء أزمة حرب الخليج، وإغلاق لمدة يومين بعد أحداث 11 سبتمبر، وإغلاق لمدة 5 أيام أثناء الاضطرابات المدنية في خريف عام 2013.
تقع مدرسة الخرطوم الأمريكية على بعد حوالي ثلاثة أميال جنوب وسط مدينة الخرطوم، ويقع في الحرم الجامعي الذي تبلغ مساحته 10 فدادين في 21 مبنى تشمل 26 فصلاً دراسيًا، ومختبر علوم، ومكتبة، ومختبرين للكمبيوتر، وغرفًا للفنون والموسيقى، ومرافق ESL مخصصة، ومركز تعليمي، مكتب الممرضة، رباعي مغطى يستخدم للعب والاحتفالات، واثنين من أكشاك الطعام، واثنين من ملاعب كبيرة، وملعب لكرة السلة مغطى وملاعب العشب الطائرة، ومجمع مائي يضم مسبحًا بطول 25 مترًا.
تشمل المدرسة الثانوية في مدرسة الخرطوم الأمريكية الصفوف من 9 إلى 12.

## نظام الإدارة والحكم في المدرسة
يحكم المدرسة مجلس مدرسة مكون من 9 أعضاء، يتم انتخاب 8 منهم لمدة سنتين من قبل جمعية أولياء المدارس بالخرطوم الأمريكية، وواحد يتم تعيينه من قبل السفارة الأمريكية. تُمنح العضوية في الجمعية تلقائيًا لآباء أو أولياء أمور الأطفال المسجلين في المدرسة.

## المنهج الدراسي
المنهج قائم على الاستقصاء ونطاق دولي. لغة التدريس هي اللغة الإنجليزية وبرامجها الأساسية (المنهج الإبداعي، Eureka Math، إلخ) من الولايات المتحدة. يتضمن المنهج الأساسي للمدرسة فنون اللغة (الإنجليزية) والرياضيات والعلوم والدراسات الاجتماعية واللغة الأجنبية (الفرنسية أو العربية) . يتم استكمال المنهج الأساسي بفصول في الموسيقى والفن والتربية البدنية. تقدم المدرسة دورات التعيين المتقدم التالية: التفاضل والتكامل والإحصاء والفيزياء والكيمياء والأدب الإنجليزي وفن الاستوديو وتاريخ العالم والاقتصاد وعلم النفس. يتضمن منهج المدرسة الثانوية أيضًا العديد من الاختيارية. يستخدم برنامج الاختبار بالمدرسة تقييمات موحدة تتضمن مقاييس التقدم الأكاديمي التي يتم إجراؤها مرتين في السنة لجميع الطلاب في الصفوف من 2 إلى 11، و PSAT و SAT و TOEFL التي يتم إجراؤها للقبول في الكلية والجامعة عند الاقتضاء. هناك برنامج رياضي نشط بعد المدرسة في المستوى الثانوي (كرة السلة، كرة القدم، السباحة، المضمار والميدان، والكرة الطائرة)، وبرنامج نشط بعد المدرسة لأطفال المدرسة الابتدائية. يتوفر موظفو خدمات دعم الطلاب في المدرسة الأمريكية السودانية لمساعدة الطلاب الذين قد يواجهون تحديات تعلم خفيفة إلى معتدلة. المدرسة معتمدة بالكامل من قبل رابطة الولايات الوسطى للكليات والمدارس (الولايات المتحدة الأمريكية) ومجلس المدارس الدولية (المملكة المتحدة).

## المرافق والتكنولوجيا
على مدى السنوات العديدة الماضية، بذلت المدرسة جهودًا واسعة النطاق في تحضير الحرم الجامعي، مما أدى إلى مروج واسعة مغطاة بالظل للطلاب والاستمتاع بها. في عام 2012، افتتحت المدرسة الأمريكية السودانية مجمعها المائي مع مسبح نصف أولمبي ومسبح صغير للأطفال. تم استخدامه من قبل تدريب الرياضيين الأولمبيين لأولمبياد لندن 2012.
تلتزم مدرسة الخرطوم الأمريكية بتوفير بيئة تقنية من القرن الحادي والعشرين لجميع طلابها. لديها مختبرين للكمبيوتر مع 41 جهاز كمبيوتر ماك. تتوفر اتصالات إنترنت لاسلكية عالية السرعة في جميع أنحاء الحرم الجامعي. تقدم مدرسة الخرطوم الأمريكية ماك بوك برو 1 لجميع الطلاب من الصفوف 3-12، يتم استخدام أجهزة آيباد في الصفوف من الروضة إلى الثانية.

## الاعتماد الاكاديمي
تم اعتماد مدرسة الخرطوم الأمريكية من خلال جمعية الولايات الوسطى للمدارس والكليات ومجلس المدارس الدولية. بالإضافة إلى ذلك، فإن مدرسة الخرطوم الأمريكية هي عضو كامل العضوية في جمعية المدارس الدولية الإفريقية. مدرسة الخرطوم الأمريكية هي أيضًا عضو نشط في جمعية الإشراف وتطوير المناهج.

## روابط خارجية
- الموقع الرسمي